# Songnim
Songnim (kor. 송림, daw. Kyomipo) – miasto w Korei Północnej, w prowincji Hwanghae Północne, nad rzeką Taedong-gang, na południe od Pjongjangu. Około 129 tys. mieszkańców.
W mieście rozwinął się przemysł chemiczny, materiałów budowlanych, spożywczy oraz hutniczy.